# Itirapina
Itirapina est une municipalité brésilienne de l'État de São Paulo et la Microrégion de Rio Claro.